# Гобби, Марио
Ма́рио Го́бби Фи́льо (порт. Mário Gobbi Filho) (21 августа 1961, Жау, штат Сан-Паулу) — бразильский спортивный функционер, президент спортивного клуба «Коринтианс» с 2012 по 2015 годы.

## Биография
Марио Гобби родился в городе Жау в 1961 году. В начале трудовой деятельности работал в сфере производства и торговли обуви. Имеет высшее образование в области юриспруденции, которое он получил в частном университете Макензи в Сан-Паулу.
На протяжении многих лет является болельщиком «Коринтианса». В 2002 году вошёл в Совет этого клуба. Сыграл важную роль в избирательной кампании Андреса Санчеса, испано-бразильского предпринимателя, который сумел стать президентом клуба в 2007 году, благодаря чему закончилось 14-летнее правление Алберто Дуалиба.
Гобби при Санчесе работал вице-президентом и директором по маркетингу «Коринтианса». Благодаря его усилиям в 2009 году в команду удалось пригласить суперзвезду мирового футбола Роналдо, который провёл в «тимау» последние годы свой профессиональной карьеры игрока.
Андрес Санчес в 2009 году был переизбран президентом на второй срок, поэтому он не мог баллотироваться в 2011 году и кандидатуру выставил Марио Гобби, в результате одержавший победу на выборах с 1920 голосами против 1280 у основного соперника, Пауло Гарсии. 11 февраля Гобби официально стал президентом клуба (до этого исполняющим обязанности был Роберто де Андраде).
В первый же год президентства Гобби «Коринтианс» завоевал долгожданный Кубок Либертадорес, а в декабре во второй раз в своей истории стал клубным чемпионом мира. В 2013 году «Коринтианс» выиграл свой 27-й титул чемпиона штата Сан-Паулу, а также выиграл Рекопу Южной Америки.

## Достижения в качестве президента «Коринтианса»
- Чемпион Бразилии (1): 2015
- Чемпион Лиги Паулисты (1): 2013
- Обладатель Кубка Либертадорес (1): 2012
- Обладатель Рекопы Южной Америки (1): 2013
- Победитель Клубного чемпионата мира (1): 2012